# Vierte Internationale

Häufiges Logo der Vierten Internationale

Die Vierte Internationale ist ein Verbund trotzkistischer Parteien und Gruppen, der am 3. September 1938 in Paris gegründet wurde. Ihre Gründung war die Konsequenz aus der Dominanz des Stalinismus in der Dritten Internationale (Komintern) in den 1930er Jahren.
Heute nehmen drei Organisationen für sich in Anspruch, der historische Nachfolger der Vierten Internationalen zu sein.

## Geschichte

### Gründung und Anfangsjahre
Die Vierte Internationale war die Fortführung der von Leo Trotzki initiierten und geführten Internationalen Linken Opposition in der Komintern und ihren Sektionen. Sie hatte ihre Schwerpunkte in der Auseinandersetzung mit dem inneren Regime der Sowjetunion nach dem Abflauen der durch den Ersten Weltkrieg ausgelösten revolutionären Welle und dem aufkommenden Stalinismus, in der strategischen Ausrichtung der chinesischen Revolution in den 1920er Jahren, im Kampf gegen den Nationalsozialismus in Deutschland, für eine als revolutionär verstandene Klassenpolitik im spanischen Bürgerkrieg von 1936 bis 1939 und im Kampf gegen die Kriegsgefahr, die vom nationalsozialistischen Deutschland ausging.
Mit den Moskauer Schauprozessen in der Zeit des „Großen Terror“ musste sich die Vierte Internationale mit der Verteidigung Trotzkis und anderer als „Trotzkisten“ gebrandmarkten und angeklagten Gegnern des Stalinismus beschäftigen. Das von Trotzkis Sohn Lew Sedow verfasste Rotbuch über den Moskauer Prozeß und die von John Dewey 1937 in Mexiko geführte internationale Untersuchungskommission wiesen aus dem Exil heraus die Anschuldigungen der Ankläger zurück.
Nach der 1933 manifest gewordenen Niederlage der seit dem Ersten Weltkrieg gespaltenen Arbeiterbewegung in Deutschland und dem Ausbleiben einer Kurskorrektur seitens der KPD, die erst lange nach der Machtübertragung auf die NSDAP ihre Sozialfaschismusthese revidierte und eine Einheitsfront anstrebte, aber genau wie die gesamte Komintern an Stalin festhielt, erklärte Trotzki, „Man kann nicht länger mit Stalin, Manuilski, Losowski und Co. in ein und derselben ‚Internationale‘ bleiben“, und überzeugte seine Sympathisanten davon, organisatorisch mit den Kommunistischen Parteien zu brechen und den Kurs auf die Bildung von neuen Parteien und einer neuen Internationale zu nehmen. Trotzki drängte seit 1933 auf den Bruch der Linken mit dem Stalinismus und rief sowohl oppositionelle Kommunisten als auch Linkssozialisten auf, eine neue Internationale zu gründen. Für Trotzki stellte dies „die einzige Möglichkeit dar, die proletarisierten und pauperisierten Massen vom immer aussichtsloser werdenden Weg der II. und III. Internationale und vom Faschismus wegzuführen.“ Die Gründung der Vierten Internationale war damit eine Reaktion auf die deutlich gewordene Schwäche der weltweiten Linken, der es weder gelang, die Ausbreitung des Faschismus zurückzudrängen, noch dem Stalinismus etwas entgegenzusetzen und letztlich auch nicht der chinesischen Revolution eine trotzkistische Richtung zu geben.
An der Gründungskonferenz der trotzkistischen Vierten Internationale am 3. September 1938 in Paris nahmen die österreichischen Delegierten Karl Fischer und Georg Scheuer teil, beide stimmten allerdings gegen die Proklamation der Internationale. Gründe dafür waren andere Einschätzungen der Weltlage. In Folge trennten sich die Revolutionären Kommunisten Österreichs (RKÖ) auch organisatorisch von der Vierten Internationale und begannen, die Einschätzungen der Internationale und Trotzkis zu kritisieren.
Gemeinsam mit zwei anderen Trotzkisten verabschiedeten die ehemaligen Häftlinge des Konzentrationslagers Buchenwald Karl Fischer und Ernst Federn nach der Befreiung des KZs durch die United States Army am 20. April 1945 die „Erklärung der internationalistischen Kommunisten Buchenwalds“ der Vierten Internationale.

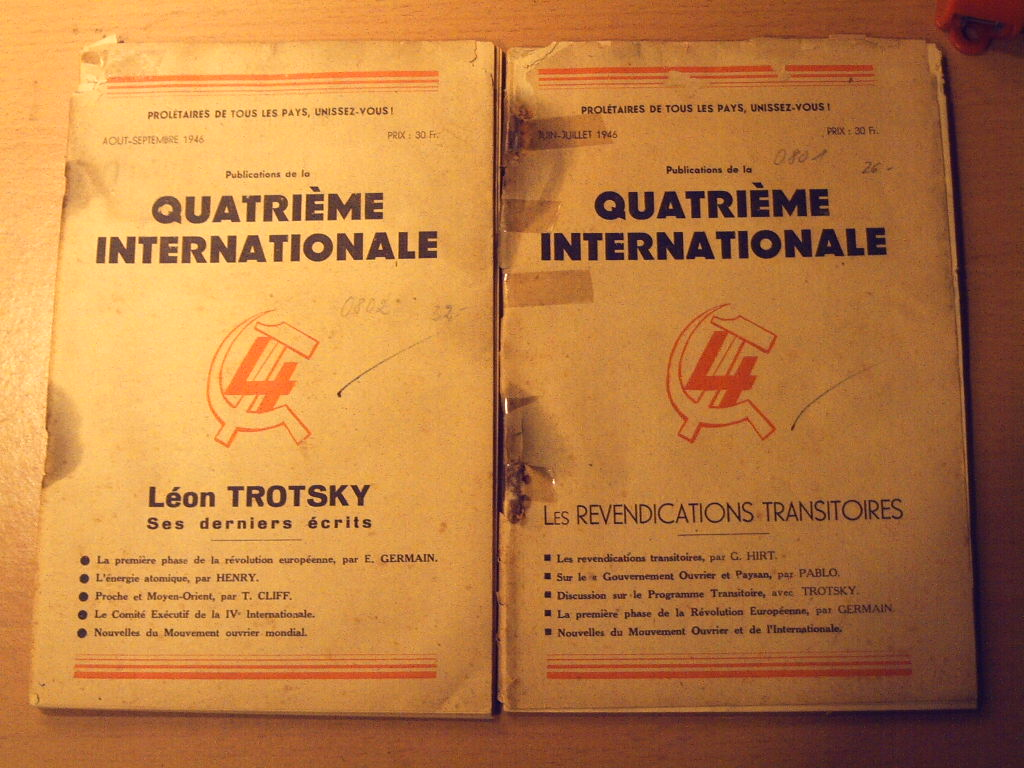
Die Titelblätter zweier Ausgaben der Zeitschrift Quatrième Internationale von 1946

Die Erwartung der Vierten Internationale, dass sich der Stalinismus im Zweiten Weltkrieg diskreditieren würde und danach die Sektionen der Vierten Internationale an der Spitze von revolutionären Massenerhebungen stehen würden, erfüllte sich nicht; die Geschichte hatte sich anders entwickelt als von der Vierten Internationale gemutmaßt. Die Trotzkisten glaubten aufgrund des stark bürokratischen Charakters der von ihnen als „degeneriert“ bezeichneten Sowjetunion nicht, dass diese erstarkt aus dem Zweiten Weltkrieg hervorgehen würde. Ihre Vorhersage über die Zukunft der Sowjetunion zwischen innerer politischer Revolution oder Zerfall und Restaurierung des Kapitalismus trat erst sehr viel später als vermutet ein.
Sowohl die Sowjetunion als auch das maoistische China betrachteten den Anspruch der Vierten Internationale, in der Nachfolge der III. Internationalen zu stehen, als illegitim. Es gelang ihr nicht unter dieser Bezeichnung wie vorher Massenorganisationen zu vereinen.
Die meisten Parteien des sozialdemokratischen Spektrums sind unter dem Dachverband der Sozialistischen Internationale (II. Internationale) als Nachfolgeorganisation der 1864 gegründeten „Internationale Arbeiterassoziation“ (IAA) vereinigt. Die Komintern (III. Internationale), die Internationale der kommunistischen Parteien, wurde 1943 aufgelöst. Heutige linke und linkssozialistische Parteien verzichten meist auf die Organisation in einer Internationale oder gar auf die Wiedergründung einer solchen. Die Gründung der Europäischen Linken war explizit mit einer Absage an eine neue Internationale verbunden. Auch trotzkistische Gruppen, etwa die in der International Socialist Tendency organisierten, streben nicht die Wiedergründung einer neuen Internationale an und betrachten die Vierte Internationale als nicht existent.
Die Sektionen der Vierten Internationale sind – außer in Sri Lanka (Ceylon), Bolivien, Vietnam, Frankreich und teilweise Belgien – nirgendwo über den Status kleiner Kader- und Splitterparteien oder anderer Kleingruppen hinausgekommen. Trotzkistische Parteien, die auch nach dem Zweiten Weltkrieg eine gewisse Bedeutung erlangten, zum Beispiel der Movimiento al Socialismo in Argentinien, die Socialist Workers Party im Vereinigten Königreich oder die trotzkistischen Gruppen in Frankreich waren bzw. sind nicht Teil der Vierten Internationale. Die zwei größten trotzkistischen Organisationen in Deutschland, Marx21 sowie die Sozialistische Alternative (SAV) sind Mitglied in der International Socialist Tendency bzw. im Committee for a Workers’ International.

### Spaltung
1953 kam es zur Spaltung der Vierten Internationale. Bis 1963 existierten zwei Organisationen parallel zueinander: Das Internationale Sekretariat der Vierten Internationale (ISVI) sowie das Internationale Komitee der Vierten Internationale (IKVI). Prominente Vertreter des IS waren Pierre Frank (Frankreich), Michel Pablo (Griechenland) und später Ernest Mandel (Belgien) und Livio Maitan aus Italien. Bekannte Anführer des IK waren James P. Cannon (USA), Gerry Healy (Großbritannien) und Pierre Lambert (Frankreich). Die frühere US-amerikanische Sektion, die SWP (Socialist Workers Party), war allerdings seit dem Voorhis-Gesetz aus der Vierten Internationale ausgeschieden, um nicht diesem Gesetz zufolge praktisch völlig unter Polizeiaufsicht zu stehen.

### Teilweise Wiedervereinigung
1963 vereinigte sich ein Teil des IK-Flügels wieder mit dem Internationalen Sekretariat, das Führungsgremium nannte man daraufhin Vereinigtes Sekretariat der Vierten Internationale, Kurzform „VSVI“ (deutsch) bzw. „USFI“ (englisch).
Die politische Basis der Zusammenlegung war eine gemeinsame Ansicht über die historischen Grundlagen der Vierten Internationale, die übereinstimmende Bewertung des Aufstands in Ungarn 1956 sowie vor allem die positive Haltung zur kubanischen Revolution und deren Führung mit Fidel Castro und Ernesto „Che“ Guevara.
Gegnerschaft vor allem zur Führung der kubanischen Revolution bzw. der politischen Realität in Kuba brachte große Teile vor allem um das Internationale Komitee dazu, die Wiedervereinigung abzulehnen und sich nicht an ihr zu beteiligen. Es gab auf beiden Seiten auch Widerstand gegen die Wiedervereinigung, die in Absplitterungen auf beiden Seiten mündeten, die jeweils auch wieder unter dem Namen Vierte Internationale auftraten und weiter auftreten und sich im Verlaufe der Jahrzehnte durch weitere Spaltungen vermehrt haben.

## Gegenwart
Die Vierte Internationale spaltete sich 1953 über die Frage der historischen Perspektive, wobei das Internationale Sekretariat (ISFI, später USFI) die Reformierung des Stalinismus und der Sozialdemokratie anstrebte sowie bürgerlich-nationalistische Befreiungsbewegungen der Dritten Welt unterstützte, während das Internationale Komitee (IKVI) die ursprüngliche Linie der Vierten Internationale verteidigte und den Aufbau unabhängiger Parteien gegen den Stalinismus und die Sozialdemokratie propagierte.
- Das 1963 gegründete Vereinigte Sekretariat der Vierten Internationale mit einem „Exekutivbüro“ in Paris als Führungsgremium, die sich auf die organisatorische Kontinuität bis zur Gründung von 1938 beruft – in Deutschland vertreten durch die Internationale Sozialistische Organisation – und das Online-Magazin International Viewpoint betreibt;
- Das 1953 gegründete Internationale Komitee der Vierten Internationale mit Hauptsitz im US-amerikanischen Detroit unter Führung von David North, dessen Sektionen alle die „Soziale Gleichheit“ bzw. „Socialist Equality“ im Namen führen – in Deutschland vertreten durch die Sozialistische Gleichheitspartei – und die World Socialist Web Site publiziert;

Alle weiteren Organisationen sind im Wesentlichen spätere Abkömmlinge der zwei Teile der Vierten Internationale und besitzen eigene Variationen der jeweiligen Perspektive. Zahlreiche Organisationen sehen sich daher in der Tradition der Vierten Internationale, während manche deren "Wiederaufbau" anstreben, andere wiederum die Gründung einer neuen Internationale anstreben, wie die Liga für die 5. Internationale (L5I) oder das Committee for a Workers International (CWI).